# The Collective
The Collective, Inc. – amerykański producent gier komputerowych z siedzibą w Newport Beach w Kalifornii, istniejący w latach 1997–2007. Studio zajmowało się produkcją gier na podstawie filmów i seriali telewizyjnych.

## Historia
The Colective zostało założone w 1997 roku przez trzech byłych pracowników studia Virgin Interactive: Douglasa Hare’a, Gary’ego Priesta oraz Richarda Hare’a. Pierwszym zadaniem studia była konwersja gier Men in Black i The Game of Life na platformę Microsoft Windows z PlayStation.
Studio tworzyło swoje produkcje w oparciu o licencje filmowe i telewizyjne. Ponadto wyprodukowało własny silnik gry o nazwie Slayer, który został zastosowany między innymi w grach Buffy the Vampire Slayer oraz Indiana Jones and the Emperor’s Tomb. W 2004 roku firma zatrudniała już 90 pracowników.
29 marca 2005 roku nastąpiło połączenie The Collective ze studiem Backbone Entertainment, w wyniku czego powstała spółka Foundation 9 Entertainment. Dwa lata później, w 2007 roku, The Collective połączyło się z Shiny Entertainment tworząc nowe studio – Double Helix Games – działające do chwili obecnej.

## Gry wyprodukowane przez studio
- Men in Black
gra skonwertowana na platformę PC
- The Game of Life
gra skonwertowana na platformę PC
- Star Trek: Deep Space Nine: The Fallen (2000)
- Buffy the Vampire Slayer (2002)
- Indiana Jones and the Emperor’s Tomb (2003)
- Wrath Unleashed (2004)
pierwszy autorski tytuł studia
- Star Wars Episode III: Revenge of the Sith (2005)
- Marc Ecko's Getting Up: Contents Under Pressure (2006)
- Kod da Vinci (2006)
- Dirty Harry (2007)
produkcję anulowano
- Harker (2008)
produkcja gry została przeniesiona do studia Double Helix Games
- Silent Hill: Homecoming (2008)
produkcja gry została przeniesiona do studia Double Helix Games